# Kadcza
Kadcza – wieś w Polsce, położona w województwie małopolskim, w powiecie nowosądeckim, w gminie Łącko. Według stanu na 2022 rok Kadacza liczy 1111 mieszkańców.
W latach 1975–1998 wieś administracyjnie należała do województwa nowosądeckiego.
Wieś duchowna, własność klasztoru klarysek w Starym Sączu, położona była w drugiej połowie XVI wieku w powiecie sądeckim województwa krakowskiego. 
Wieś położona jest nad Dunajcem, na pograniczu Beskidu Sądeckiego i Beskidu Wyspowego. W dolnej części wsi do Dunajca wpływa Potok Kadecki, mający źródła pod Szczereżem.
Istnieje kilka wersji dotyczących samej nazwy wsi Kadcza. Jedna z nich mówi, że w tej okolicy było wiele stawów zasilanych wodami Potoku Kadeckiego. Było to więc dogodne miejsce lęgowe dla dzikich kaczek i innego ptactwa wodnego. Prawdopodobnie nazwa tej okolicy Kaczcza przeszła na późniejszą osadę. Wedle Wincentego Pola nazwa wsi ma rodowód niemiecki i pierwotnie brzmiała Katschau[niewiarygodne źródło?].
Kadcza jako osada wchodziła w skład książęcego klucza majątkowego. W 1257 roku, kiedy Kinga została panią Ziemi Sądeckiej, Kadcza i okolice stały się jej własnością, którą przekazała w 1282 r. wybudowanemu przez siebie Klasztorowi klarysek w Starym Sączu. Od tego czasu Kadcza była wsią klasztorną. W latach 80. XX wieku wybudowano w przysiółku Tłuczki kapliczkę, w której odbywają się okolicznościowe nabożeństwa.
W latach 80. XVIII wieku na gruntach wsi powstała w ramach kolonizacji józefińskiej niemiecka osada Kadschau, która przetrwała do I wojny światowej.
Ochotniczą Straż Pożarną w Kadczy założono w 1946 roku, jednostka od 2002 znajduje się w krajowym systemem Ratowniczo-gaśniczym. Posiada na wyposażeniu dwa samochody bojowe.

## Integralne części wsi
| SIMC    | Nazwa           | Rodzaj     |
| ------- | --------------- | ---------- |
| 0444694 | Działy Kadeckie | przysiółek |
| 1051815 | Kabatki         | część wsi  |
| 0444688 | Podgóra         | przysiółek |
| 0444702 | Waziec          | przysiółek |

## Demografia
Ludność według spisów powszechnych, w 2009 według PESEL.
| Rok    | 1900 | 1921 | 1931 | 2002 |
| Liczba | 94   | 105  | 119  | 221  |

| Zwierzęta | Konie | Bydło | Owce | Świnie |
| Liczba    | 39    | 226   | 18   | 76     |